# Rimonim
Rimonim (hebrejsky רִמּוֹנִים, doslova „Granátová jablka“, podle biblické lokality, kterou zmiňuje Kniha Soudců 20,45 - „Někteří se obrátili a dali na útěk do pouště ke skalisku Rimónu“, v oficiálním přepisu do angličtiny Rimmonim) je izraelská osada a vesnice typu společná osada (jišuv kehilati) na Západním břehu Jordánu, v distriktu Judea a Samaří a v Oblastní radě Mate Binjamin.

## Geografie
Nachází se v nadmořské výšce 680 metrů na jihovýchodním okraji Samařska a na severním okraji Judské pouště, cca 20 kilometrů severovýchodně od historického jádra Jeruzalému, cca 15 kilometrů severozápadně od Jericha a cca 55 kilometrů jihovýchodně od centra Tel Avivu.
Vesnice je na dopravní síť Západního břehu Jordánu napojena pomocí lokální silnice číslo 458 (takzvaná Alonova silnice), která vede jednak na jih, směrem k obci Ma'ale Michmas a dál, k bloku izraelských sídel v okolí města Ma'ale Adumim, jednak na sever, k dalším izraelským sídlům podél východního okraje hornatiny Samařska (například Kochav ha-Šachar). Z této silnice odbočuje k východu jižně od Rimonim lokální silnice číslo 449, která směřuje do Jordánského údolí a do tamních izraelských osad.
Rimonim leží na okraji souvisle osídleného území Západního břehu Jordánu. Směrem na východ už následuje prakticky neobydlená pouštní krajina, která se prudce svažuje k Jordánskému údolí. Na severu i na jihu je obec napojena do souvislého řetězce izraelských osad (například Kochav ha-Šachar nebo Ma'ale Michmas). Pouze na západě se nacházejí i palestinské vesnice, nejblíže z nich Rammun, cca 3 kilometry západním směrem.

## Dějiny
Obec Rimonim navazuje starověkou lokalitu Rimón, jejíž jméno dodnes připomíná sousední palestinská vesnice Rammun. Současná osada vznikla na území, které v roce 1967 dobyla izraelská armáda. Byla založena roku 1977. Podle jiného zdroje vznikla až v září 1980. Už 29. června 1976 zde ale izraelská vláda rozhodla o zřízení osady typu nachal, tedy kombinující vojenské a civilní osídlení, pod pracovním názvem Kochav ha-Šachar Bet. Zmiňována též jako Nachal Rimonim. 10. dubna 1979 vláda rozhodla, že tato osada bude převedena na ryze civilní.
V obci fungují předškolní zařízení. Základní školství je poskytováno v Jeruzalému nebo v nedalekém malém městě Ma'ale Efrajim. V Rimonim je synagoga postavená roku 1990, plavecký bazén a veřejná knihovna. Počátkem 21. století nebyla obec zahrnuta do Izraelské bezpečnostní bariéry, která do svých hranic pojala jen kompaktní bloky izraelských osad, zejména poblíž Zelené linie. Budoucí existence osady závisí na podmínkách případné mírové smlouvy s Palestinci.

## Demografie
Obyvatelstvo Rimonim je v databázi rady Ješa popisováno jako sekulární. Podle údajů z roku 2014 tvořili naprostou většinu obyvatel Židé (včetně statistické kategorie "ostatní", která zahrnuje nearabské obyvatele židovského původu ale bez formální příslušnosti k židovskému náboženství).
Jde o menší obec vesnického typu s dlouhodobě stagnující populací. K 31. prosinci 2014 zde žilo 564 lidí. Během roku 2014 registrovaná populace stoupla o 3,7 %.
| Rok            | 1983 | 1992 | 1993 | 1994 | 1995 | 1996 | 1997 | 1998 | 1999 | 2000 |
| -------------- | ---- | ---- | ---- | ---- | ---- | ---- | ---- | ---- | ---- | ---- |
| Počet obyvatel | 86   | 361  | 399  | 406  | 426  | 389  | 390  | 434  | 474  | 499  |

| Rok            | 2001 | 2002 | 2003 | 2004 | 2005 | 2006 | 2007 | 2008 | 2009 | 2010 | 2011 | 2012 | 2013 | 2014 |
| -------------- | ---- | ---- | ---- | ---- | ---- | ---- | ---- | ---- | ---- | ---- | ---- | ---- | ---- | ---- |
| Počet obyvatel | 725  | 509  | 512  | 536  | 561  | 565  | 619  | 602  | 616  | 632  | 569  | 572  | 544  | 564  |